# 필리프 믈라데노비치
필리프 믈라데노비치(세르비아어: Филип Mлaдeнoвић, Filip Mladenović, 1991년 8월 15일 ~ )는 세르비아의 축구 선수로 현재 그리스 수페르리가 엘라다의 파나티나이코스에서 활동 중이다.